# Nathalie Timmermans
Nathalie Timmermans (Oldenzaal, 21 juli 1989) is een Nederlands softballer.
Timmermans kwam uit voor de vereniging Run '71 uit Oldenzaal, speelde daarna in 2007 voor de Tex Town Tigers uit Enschede en speelt momenteel voor de Sparks in Haarlem. Ze is achtervanger en derde honkvrouw en slaat en gooit rechtshandig. Timmermans was lid van het Olympische team dat deelnam aan de zomerspelen van 2008 te Peking. Ze is lid van het Nederlands damessoftbalteam sinds november 2007 en heeft tot op heden nog geen interlands gespeeld. In 2007 werd ze verkozen tot beste slagvrouw van de hoofdklasse. Timmermans studeert biomedische wetenschappen.
Noémi Boekel · 
Marloes Fellinger · 
Sandra Gouverneur · 
Petra van Heijst · 
Judith van Kampen · 
Kim Kluijskens · 
Saskia Kosterink · 
Jolanda Kroesen · 
Daisy de Peinder · 
Marjan Smit · 
Rebecca Soumeru · 
Nathalie Timmermans · 
Ellen Venker · 
Britt Vonk · 
Kristi de Vries